# Romuald Karmakar
Romuald Karmakar (n. 15 de febrero de 1965) es un director, guionista, y productor de cine franco-alemán. Nació en Wiesbaden, Alemania de padre iraní y madre francesa. Desde 1977 a 1982, vivió en Atenas. Ha ganado varios premios nacionales e internacionales, incluyendo el Premio del Cine Nacional Alemán en 1996 por Der Totmacher (El Muertefabricante). Sus obras han sido honrado con varios retrospectivos en festivales y cinemateques. En 2008, el MoMA celebró su filme Das Himmler-Projekt ("El Proyecto Himmler") como uno de los 250 adquisiciones artísticas más importantes del Museo desde 1980. Un miembro de Akademie der Künste, Berlín (Academia de las Artes de Berlín), se considera Karmakar internacionalmente por su representación honesta de los aspectos menos atractivos de la sociedad por concentrar en los perpetradores responsables por estas caídas. Actualmente Karmakar es miembro en Radcliffe Institute for Advanced Study (el Instituto Radcliffe por Estudios Avanzados) en la Universidad Harvard en 2012–13. Ha sido invitado ser uno de los cuatro artistas junto con Ai Weiwei, Santu Mofokeng y Dayanita Singh) para representar Alemania en el Pabellón Alemán en la Art Venice Biennale (Bienal de Venecia) en 2013.

## Carrera en el cine
Romuald Karmakar descubrió el cine en Múnich en los 1980 con un grupo de amigos que se reunía a menudo al Werkstattkino, un teatro underground que fue local y legendario, y al Filmmuseum Múnich, cual en ese tiempo fue dirigido por Enno Patalas, quien se hizo famoso por su trabajo con la restauración del cine mudo. Cuando tenía 19 años, Karmakar dirigió varias películas cortas y su primera película de S-8-largometraje, Eine Freundschaft in Deutschland (1985). Describiendo la vida privada de Adolf Hitler durante su tiempo en Múnich, "Una Amistad en Alemania" también es un filme en cual protagoniza Karmakar como un joven Hitler. 
En los siguientes años, Karmakar siguió expandiendo su experiencia con hacer filmes. Dirigió varias películas de mediano y corto metraje, incluyendo Coup de Boule (1987), que muestra soldados franceses jóvenes dándose cabezazos en los vestidores, Gallodrome (1988), sobre la pelea de gallos en el norte de Francia, Dogs of Velvet and Steel (Perros de Terciopelo y Acero) (1989), sobre dueños de ‘pitbulls’ en la escena de chulos en Hamburgo, Sam Shaw on John Cassavetes, sobre el productor de Gloria, por John Cassavetes, y Demontage IX- Unternehmen Stahlglocke, sobre una actuación del artista austriaco FLATZ, donde choca entre dos platos metales mientras que se cuelga patas arriba en una cuerda.
Karmakar luego dirigió un documental de tres horas, que se llama Warheads (1993), que explora las vidas de un ex-Legionnaire alemán y un mercenario británico. El rodaje para Warheads tomó lugar en un campamento de entrenamiento de paramilitares en Misisipi, Guayana Francesa, y durante La Guerra Civil in Croacia en 1991.
Su primera película de largometraje The Deathmaker (1995), fue basado en interrogaciones psiquiátricas con el asesino serial Fritz Haarmann conducido por su psiquiatra de la cárcel en 1924. Tomando lugar exclusivamente en el cuarto de interrogación en una cárcel pequeña, El Muertefabricante pertenece al Kammerspiel, o a la música de cámara, un tipo de cine alemán. Fritz Haarmann también fue la inspiración para el papel de Peter Lorre en la película clásica de Fritz Lang que se llama M (1931). En 1995, el filme ganó el Premio de Mejor Actor en Venice Film Festival (el Festival Internacional de Cine de Venecia) y varios premios del Cine Nacional Alemán. Distribuido por Warner Brothers en Alemania, el filme tuvo mucho éxito en taquillas alemanas. El director Monte Hellman (Two-Lane Blacktop) condujo el estreno estadounidense de DVD.
En 1998, Karmakar contribuyó un especial de una hora, que se llama Fráncfort Milenio, a un serie especial en el canal de tele francés, ARTE, para el siglo cambiante. Fráncfort Milenio fue presentado al lado de películas por Hal Hartley, Don McCellar, Walther Salles, y Tsai Ming-Liang.
Después de esto, Karmakar dirigió Manila (1999), un filme ficticio de conjunto en cual protagonizan Margit Carstensen, Michael Degen, Herbert Feuerstein, Elizabeth McGovern, Sky Dumont, Peter Rühring, Martin Semmelrogge, Jürgen Vogel, y Manfred Zapatka. El filme trata de un grupo de turistas quienes están atrapados en el aeropuerto de Manila después de daños a su avión. A pesar de ganar el Premio del Leopardo Plateado en 2000 en el Festival Internacional de Cine de Locarno en Suiza, el filme no fue recibido bien por críticos alemanes, quienes no apreciaron la representación de ciudadanos alemanes en el extranjero.
En 2000, dirigió Das Himmler-Projekt (El Proyecto Himmler), un documental de tres horas que recrea el discurso secreto que Heinrich Himmler dio a los generales SS de alto rango en Posnania, Polonia el 4 de octubre de 1943. La película incluye Manfred Zapatka leyendo el discurso oscuro en voz alta, y esto sirvió como el base estético para el filme que produjo más tarde, Hamburger Lektionen (también en cual protagoniza Manfred Zapatka). Das Himmler-Projekt fue nombrado uno de los 250 adquisiciones artísticas más importantes después de 1980 en 2008 por MoMA en 2008.
Durante los 2000, Karmakar rodaba en la escena de música electrónica alemana, un trozo influyente y grande de la cultura de los jóvenes alemanes a que cineastas no han prestado mucha atención. Su trabajo en la escena de la música electrónica guio a la creación de lo que más tarde se llamó la Trilogía de Club Land, que consiste de "196 BPM", "Between the Devil and the Wide Blue Sea" ("Entre el Diablo y el Mar Azul y Ancho"), y Ricardo Villalobos. Las películas son distinguidos por el uso de Karmakar de una cámara de mano y por rodar en ‘plansecuencias,’ o cortes ininterrumpidos y largos. Su uso de ‘plansecuencia’ fue motivado por una gana de mostrar el músico en foque más grande con la esperanza de que esto revelara más sobre lo que está detrás de la canción. Las tres películas de la trilogía exploran aspectos diferentes de la escena de la música electrónica: 196 BPM muestra DJ Hell durante el Love Parade ("Desfile del Amor") de 2002, Between the Devil and the Wide Blue Sea ("Entre el Diablo y el Mar Azul y Ancho") sigue nueve bandas incluyendo Fixmer/McCarthy, Alter Ego, Rechenzentrum, y Tarwater, y Villalobos enfoca completamente en el famoso DJ Ricardo Villalobos. Villalobos ya no ha sido lanzado por conflictos con las autorizaciones de la música.
En 2004, Karmakar presentó dos películas en el Festival Internacional de Cine de Berlín: Nightsongs ("Canciones de la Noche"), un filme ficticio en cual protagonizan Frank Giering y Anne Ratte-Polle y que está basado en una obra escrito por el escritor noruego[Jon Fosse, y Land of Extermination ("Tierra de Exterminación"), un documental que sigue la investigación para otra película ficticia sobre los crímenes de la Batallón de la Policía de Hamburgo 101 en el antiguo Distrito de Lublin durante la Ocupación Alemán de Polonia en los 1940. Ordinary Men ("Hombres Ordinarios"), un libro histórico escrito por Christopher Browning, trajo la Batallón a la atención popular durante los 1990.
Después de los bombardeos de Londres en 2005, Karmakar encontró un artículo escrito sobre el imán Mohammed Fazazi de la Mezquita Al-Quds en Hamburgo, que guio al filme "Hamburger Lektion," y que tuvo su estreno en Berlín en 2006. Varios terroristas confirmados involucrados en los ataques de ataques de 9/11 frecuentemente habían visitado esta mezquita para escuchar discursos dado por Fazazi. Estos discursos se grabaron en vídeo y se distribuyeron a los miembros de la mezquita, y en el filme de Karmakar, dos de estos discursos, dado originalmente en enero de 2000, están leído en voz alta por actor Manfred Zapatka. La estructura sencilla del filme enfoca en la atención del espectador al contento dicho de los discursos.
En 2008 y 2009, Karmakar participó en tres obras colaborativas. Contribuyó a Germany 09, un proyecto que intentó en capturar como los cineastas piensan sobre Alemania hoy en día, creado y producido por Tom Tykwer (Cloud Atlas). La contribución de Karmakar fue un filme sobre Ramses, el dueño excéntrico de un bar de cabaré en declive en Berlín Oeste. Karmakar también contribuyó a Frutas de Confianza, un proyecto producido y dirigido por Alexander Kluge, una figura muy influyente en el cine alemán de posguerra. Frutas de Confianza propone preguntas en relación con quien puede ser confiado después de la crisis financial. El filme corto de Karmakar se llamó Ralf Otterpohl, Wasserspezialist, y presenta entrevistas con un profesor de Hamburgo, quien es experto en el tratamiento del agua. Karmakar también contribuyó a "24hr Berlin," un programa de tele de las 24 horas que presenta el trabajo de 60 directores de cine en la vida de Berlín en un día. Su filme enfocó en DJ Ricardo Villalobos, y este material se hizo el base de su largometraje Villalobos, que tuvo su estreno en 2009. Ese mismo año, él fue elegido como miembro de la Academia de los Artes in Berlín.
En el Festival Internacional de Cine de Venecia en septiembre de 2011, Karmakar presentó "El Rebaño del Señor," un documental que incluye secuencias de Roma después de la muerte de Pope Juan Pablo II y de la ciudad natal de su sucesor, Pope Benedicto XVI, durante su elección.
El trabajo de Karmakar ha sido mostrado en varios retrospectivos, como Cinéma du Réel (2007), Centre Pompidou (2006), BAFICI en Buenos Aires (2008), Vienna Filmmuseum (2010), al Cinémathèque en Vienna, y Jeonju Film Festival en Corea del Sur (2010).
En junio de 2013, Karmakar participará en Venice Art Biennale ("la Bienal de Venecia de Arte"), una estimada exhibición internacional del arte contemporáneo en Venecia una vez cada dos años. Susanne Gaensheimer, Director del MMK Museum fur Moderne Kunst Frankfurt am Main seleccionó a Karmakar junto con Ai Weiwei, Santu Mofokeng, y Dayanita Singh para representar Alemania con exhibiciones artísticas en el Pabellón Alemán. Cada artista fue escogido por las fuertes influencias internacionales y alemanas en sus obras..
Karmakar ha encontrado elogios de la crítica por su atención a las realidades severas de la historia moderna. Sus películas traen sus audiencias a considerar las imperfecciones de la sociedad hoy en día y entre el siglo pasado, particularmente por enfocar en los perpetradores de la injusticia y del crimen. La selección de Karmakar por la Bienal de Venecia de Arte también está conectada a su atención única a los que son responsables por las ruinas de la sociedad.
Actualmente Karmakar es miembro en el Radcliffe Institute for Advanced Study ("Instituto Radcliffe por Estudios Avanzados") at Universidad Harvard en Cambridge, Massachusetts.

## Filmografía
- Democracy under Attack – An Intervention ("Angriff auf die Demokratie – Eine Intervention") (2012) Director, producer, editor
- The Flock of the Lord ("Die Herde des Herrn") (2011) – director, producer, co-editor, cinematographer
- Donkey with Snow ("Esel mit Schnee") (2010) - director, producer, editor, cinematographer
- Fruits of Confidence ("Früchte des Vertrauens"), by Alexander Kluge (2009) – director, research, conception of the segment: Ein Mann Unseres Vertrauens
- Ralf Otterpohl, Wasserspezialist (2008)
- Villalobos (2009) – director, productor, coeditor, cocinematógrafo
- Germany 09: 13 Short Films on the State of the Nation ("Deutschland 09: 13 kurze Filme zur Lage der Nation") (2009) – director, co-editor, research, conception of the segment: Ramses
- 24H Berlin, by Volker Heise (2008) – director, research, conception of the segment: DJ Ricardo Villalobos
- Hamburg Lectures ("Hamburger Lektionen") (2006) – Director, producer, co-editor, co-writer, research, conception
- Between the Devil and the Wide Blue Sea (2005) – Director, producer, cinematographer, co-editor
- Land of Annihilation ("Land der Vernichtung") (2003) – Director, producer, cinematographer, co-editor, research, conception
- Nightsongs ("Die Nacht singt ihre Lieder") (2003) – Director, producer, co-writer
- The Night of Yokohama ("Die Nacht von Yokohama") (2002) – Director, producer, cinematographer
- 196 BPM (2002) – Director, producer, cinematographer, co-editor
- The Himmler Project ("Das Himmler-Projekt") (2000) – Director, producer, co-writer, co-editor, research, conception
- Manila (1999) – Director, producer, co-writer
- Frankfurt Millennium ("Das Frankfurter Kreuz") (1997) – Director, co-writer
- The Deathmaker ("Der Totmacher") (1995) – Director, producer, co-writer
- Infight (1994) – Director, producer, research, conception
- The Tyrann of Torino ("Der Tyrann von Turin") (2001) – Director, producer, writer, S-8 camera, research, conception
- Warheads (1993) – Director, co-editor, Hi-8 camera, research, conception
- Demontage IX – Opersation Steelbell ("Demontage IX, Unternehmen Stahlglocke") (1991) – Director, producer, co-editor
- Munich-Berlin-Munich: The Film Critic Michael Althen ("München-Berlin-München: Der Filmkritiker Michael Althen") (1991) – Director, producer, conception
- Sam Shaw on John Cassavetes (1993) – Director, producer, co-editor, cinematographer, research, conception
- Mixwix, by Herbert Achternbusch (1989) – Assistant director
- Dogs of Velvet and Steel ("Hunde aus Samt und Stahl") (1989) – Director, producer, co-editor, research, conception
- Author’s Bookshop ("Mappa Master: Harmut Geerken, Autorenbuchhandlung") (1989) – Director, producer, conception
- Gallodrome (1989) – Director, producer, co-editor, research, conception
- Hellman Rider (1989) – Co-director with Ulrich von Berg, producer, cinematographer, research, conception
- Coup de Boule (1987) – Director, producer, co-editor, S-8 camera
- A Friendship in Germany ("Eine Freundschaft in Deutschland") (1985) - Director, producer, editor, S-8 camera, actor, research, conception
- Lonesome Cowboys ("Einsame Cowboys"), by Anatol Nitschke (1984) – Actor
- Candy Girl (completed 1984, premiered 2001) – Director, producer, editor, S-8 camera

## Radio Plays
- 2008: "Hey, stop smirking!" - Fragments of the Stammheim Trial ("'Na, hören Sie doch mal auf zu grinsen!' – Fragmente des Stammheim-Prozesses"; 51 min; broadcast premiere: 11/23/2008, WDR (West German Public Radio, Cologne))

- 1997: Das Warheads-Oratorium (66 min; broadcast premiere: 11/28/1997, BR 2 (Bavarian Public Radio, Múnich))

- 1993: Night over Gospič ("Nacht über Gospič"; 41 min; broadcast premiere: 07/02/1993, BR 2 (Bavarian Public Radio, Múnich))

## Honores y premios
- Invited to the German Pavilion at the Art Bienal de Venecia, 2013, together with Ai Weiwei, Santu Mofokeng and Dayanita Singh.
- Fellow at the Radcliffe Institute for Advanced Study at Harvard University, 2012-2013
- Member of the Jury for the art competition of "NS-Dokumentationszentrum München“, 2012
- Jury President of "Dialogue en perspective“ in the Perspektive Deutsches Kino section of the Berlin Int. Film Festival, 2011
- Retrospective at the Jeonju Int. Film Festival, Corea, 2010
- Retrospective at the Austrian Film Museum, Vienna, 2010
- Member of the Berlin Academy of the Arts since 2009
- Das Himmler Projekt is selected to the "MoMA Highlight“-list as one of "250 important works of art that have been made, and acquired by the Museum since 1980“, New York, 2008
- Retrospective at BAFICI (Buenos Aires Int. Film Festival for Independent Cinema), 2008
- Member of the International Jury of the 60th Locarno Int. Film Festival, 2007
- Tribute with 20 feature length and short films at Cinema du Réel, Centre Pompidou, París, 2007
- 3sat Award for Best German language Documentary, for HAMBURGER LEKTIONEN, Duisburger Filmwoche, 2006
- arte-Documentary Award, for Between the Devil and the Wide Blue Sea, Duisburger Filmwoche, 2005
- "Mention Speciale“, for Between the Devil and the Wide Blue Sea, Locarno Int. Film Festival, 2005
- Retrospective at the Munich Film Museum, 2004
- Tribute with 8 films at the American Cinematheque, Los Ángeles, 2002
- Adolf-Grimme-Award Spezial, for Das Himmler-Projekt, Marl, 2002
- Retrospective at the Pesaro Int. Film Festival, 2001
- 3sat Award for Best German language Documentary, for Das Himmler-Projekt, Duisburger Filmwoche, 2000 CV. Karmakar 2
- Silver Leopard, for Manila, Locarno Int. Film Festival, 2000
- Bavarian Film Awards, Best Script, for Manila, 2000
- German National Film Award in Gold, Best Film, Best Director, Best Actor, for Der Totmacher, 1996
- Nominated for the European Film Awards, Young Film, for Der Totmacher, 1995
- Hessian Film Award, for Der Totmacher, 1995
- Coppa-Volpi-Award, Best Actor, for Der Totmacher, Venice Int. Film Festival, 1995
- Best German Short Film, for Demontage IX, Unternehmen Stahlglocke, Oberhausen Int. Short Film Festival, 1991
- Advancement Award (Förderpreis) of the City of Munich, for Demontage IX, Unternehmen Stahlglocke, 1991
- Tribute at the Max-Ophüls Film Festival, Saarbrücken, 1990
- Tribute at the Munich Filmmuseum, 1989